# Helan
Der Kreis Helan (chinesisch 贺兰县, Pinyin Hèlán Xiàn) ist ein Kreis des Verwaltungsgebiets der bezirksfreien Stadt Yinchuan, der Hauptstadt des Autonomen Gebietes Ningxia der Hui-Nationalität in der Volksrepublik China. Er hat eine Fläche von 1.600 km² und zählt 341.507 Einwohner (Volkszählung 2020). Sein Hauptort ist die Großgemeinde Xigang (习岗镇).
Die denkmalgeschützten Zwillingspagoden von Baisikou und die Felsbilder des Helan-Gebirges befinden sich auf seinem Gebiet.